# 1589
سنة 1589 كانت سنة بسيطة تبدأ يوم الأحد (الرابط يظهر نموذج التقويم الكامل للسنة) من التقويم اليولياني.

## أحداث
- تأسيس مدينة هيروشيما وتقع حاليا في اليابان.

## مواليد
- يونتين غياتسو

## وفيات
- كاترين دي ميديشي